# 15.ª etapa del Giro de Italia 2021
La 15.ª etapa del Giro de Italia 2021 tuvo lugar el 23 de mayo de 2021 entre Grado y Gorizia sobre un recorrido de 147 km y fue ganada por el belga Victor Campenaerts del equipo Qhubeka ASSOS. El colombiano Egan Bernal mantuvo el liderato un día más.

## Clasificación de la etapa
| Grado - Goricia | etapa escarpada | (147 km) |

| \| Clasificación de la etapa \| Clasificación de la etapa \| Clasificación de la etapa \| Clasificación de la etapa \| Clasificación de la etapa \| \| Ciclista \| Ciclista \| Equipo \| Tiempo \| \| \| ------------------------- \| ------------------------- \| ---------------------------------- \| ------------------------- \| ------------------------- \| \| 1.º \| Victor Campenaerts \| Qhubeka Assos \| 3 h 25 min 25 s \| \| \| 2.º \| Oscar Riesebeek \| Alpecin-Fenix \| + 0 s \| \| \| 3.º \| Nikias Arndt \| Team DSM \| + 7 s \| \| \| 4.º \| Simone Consonni \| Cofidis \| + 7 s \| \| \| 5.º \| Quinten Hermans \| Intermarché-Wanty-Gobert Matériaux \| + 7 s \| \| \| 6.º \| Dario Cataldo \| Movistar Team \| + 7 s \| \| \| 7.º \| Bauke Mollema \| Trek-Segafredo \| + 9 s \| \| \| 8.º \| Albert Torres Barceló \| Movistar Team \| + 44 s \| \| \| 9.º \| Juan Sebastián Molano \| UAE Team Emirates \| + 1 min 02 s \| \| \| 10.º \| Max Walscheid \| Qhubeka Assos \| + 1 min 02 s \| \| |                       |                                    |                 |
| |                       |                                    |                 |
| Fuente: ProCyclingStats |                       |                                    |                 |
| Clasificación de la etapa |                       |                                    |                 |
| Ciclista | Ciclista              | Equipo                             | Tiempo          |
| 1.º | Victor Campenaerts    | Qhubeka Assos                      | 3 h 25 min 25 s |
| 2.º | Oscar Riesebeek       | Alpecin-Fenix                      | + 0 s           |
| 3.º | Nikias Arndt          | Team DSM                           | + 7 s           |
| 4.º | Simone Consonni       | Cofidis                            | + 7 s           |
| 5.º | Quinten Hermans       | Intermarché-Wanty-Gobert Matériaux | + 7 s           |
| 6.º | Dario Cataldo         | Movistar Team                      | + 7 s           |
| 7.º | Bauke Mollema         | Trek-Segafredo                     | + 9 s           |
| 8.º | Albert Torres Barceló | Movistar Team                      | + 44 s          |
| 9.º | Juan Sebastián Molano | UAE Team Emirates                  | + 1 min 02 s    |
| 10.º | Max Walscheid         | Qhubeka Assos                      | + 1 min 02 s    |

## Clasificaciones al final de la etapa
- Las clasificaciones finalizaron de la siguiente forma:[2]

### Clasificación general(Maglia Rosa)
| \| Clasificación general \| Clasificación general \| Clasificación general \| Clasificación general \| Clasificación general \| \| Ciclista \| Ciclista \| Equipo \| Tiempo \| \| \| --------------------- \| ---------------------- \| --------------------- \| --------------------- \| --------------------- \| \| 1.º \| Egan Bernal \| Ineos Grenadiers \| 62 h 13 min 33 s \| \| \| 2.º \| Simon Yates \| BikeExchange \| + 1 min 33 s \| \| \| 3.º \| Damiano Caruso \| Bahrain Victorious \| + 1 min 51 s \| \| \| 4.º \| Aleksandr Vlásov \| Astana-Premier Tech \| + 1 min 57 s \| \| \| 5.º \| Hugh Carthy \| EF Education-Nippo \| + 2 min 11 s \| \| \| 6.º \| Giulio Ciccone \| Trek-Segafredo \| + 3 min 03 s \| \| \| 7.º \| Remco Evenepoel \| Deceuninck-Quick Step \| + 3 min 52 s \| \| \| 8.º \| Daniel Felipe Martínez \| Ineos Grenadiers \| + 3 min 54 s \| \| \| 9.º \| Romain Bardet \| Team DSM \| + 4 min 31 s \| \| \| 10.º \| Tobias Foss \| Jumbo-Visma \| + 5 min 37 s \| \| |                        |                       |                  |
| |                        |                       |                  |
| Fuente: ProCyclingStats |                        |                       |                  |
| Clasificación general |                        |                       |                  |
| Ciclista | Ciclista               | Equipo                | Tiempo           |
| 1.º | Egan Bernal            | Ineos Grenadiers      | 62 h 13 min 33 s |
| 2.º | Simon Yates            | BikeExchange          | + 1 min 33 s     |
| 3.º | Damiano Caruso         | Bahrain Victorious    | + 1 min 51 s     |
| 4.º | Aleksandr Vlásov       | Astana-Premier Tech   | + 1 min 57 s     |
| 5.º | Hugh Carthy            | EF Education-Nippo    | + 2 min 11 s     |
| 6.º | Giulio Ciccone         | Trek-Segafredo        | + 3 min 03 s     |
| 7.º | Remco Evenepoel        | Deceuninck-Quick Step | + 3 min 52 s     |
| 8.º | Daniel Felipe Martínez | Ineos Grenadiers      | + 3 min 54 s     |
| 9.º | Romain Bardet          | Team DSM              | + 4 min 31 s     |
| 10.º | Tobias Foss            | Jumbo-Visma           | + 5 min 37 s     |

### Clasificación por puntos(Maglia Ciclamino)
| Clasificación por puntos | Clasificación por puntos | Clasificación por puntos           | Clasificación por puntos | Clasificación por puntos |
| Ciclista                 | Ciclista                 | Equipo                             | Puntos                   |                          |
| ------------------------ | ------------------------ | ---------------------------------- | ------------------------ | ------------------------ |
| 1.º                      | Peter Sagan              | Bora-Hansgrohe                     | 135 pts                  |                          |
| 2.º                      | Davide Cimolai           | Israel Start-Up Nation             | 113 pts                  |                          |
| 3.º                      | Fernando Gaviria         | UAE Team Emirates                  | 110 pts                  |                          |
| 4.º                      | Elia Viviani             | Cofidis                            | 86 pts                   |                          |
| 5.º                      | Dries De Bondt           | Alpecin-Fenix                      | 51 pts                   |                          |
| 6.º                      | Edoardo Affini           | Jumbo-Visma                        | 50 pts                   |                          |
| 7.º                      | Umberto Marengo          | Bardiani CSF Faizanè               | 45 pts                   |                          |
| 8.º                      | Matteo Moschetti         | Trek-Segafredo                     | 44 pts                   |                          |
| 9.º                      | Francesco Gavazzi        | Eolo-Kometa                        | 42 pts                   |                          |
| 10.º                     | Andrea Pasqualon         | Intermarché-Wanty-Gobert Matériaux | 41 pts                   |                          |

### Clasificación de la montaña(Maglia Azzurra)
| Clasificación de la montaña | Clasificación de la montaña | Clasificación de la montaña | Clasificación de la montaña | Clasificación de la montaña |
| Ciclista                    | Ciclista                    | Equipo                      | Puntos                      |                             |
| --------------------------- | --------------------------- | --------------------------- | --------------------------- | --------------------------- |
| 1.º                         | Geoffrey Bouchard           | AG2R Citroën Team           | 96 pts                      |                             |
| 2.º                         | Egan Bernal                 | Ineos Grenadiers            | 57 pts                      |                             |
| 3.º                         | Bauke Mollema               | Trek-Segafredo              | 53 pts                      |                             |
| 4.º                         | Lorenzo Fortunato           | Eolo-Kometa                 | 40 pts                      |                             |
| 5.º                         | Dries De Bondt              | Alpecin-Fenix               | 30 pts                      |                             |
| 6.º                         | Kobe Goossens               | Lotto-Soudal                | 26 pts                      |                             |
| 7.º                         | Giulio Ciccone              | Trek-Segafredo              | 20 pts                      |                             |
| 8.º                         | Francesco Gavazzi           | Eolo-Kometa                 | 17 pts                      |                             |
| 9.º                         | Alessandro Covi             | UAE Team Emirates           | 17 pts                      |                             |
| 10.º                        | Vincenzo Albanese           | Eolo-Kometa                 | 16 pts                      |                             |

### Clasificación de los jóvenes(Maglia Bianca)
| Clasificación del mejor joven | Clasificación del mejor joven | Clasificación del mejor joven | Clasificación del mejor joven | Clasificación del mejor joven |
| Ciclista                      | Ciclista                      | Equipo                        | Tiempo                        |                               |
| ----------------------------- | ----------------------------- | ----------------------------- | ----------------------------- | ----------------------------- |
| 1.º                           | Egan Bernal                   | Ineos Grenadiers              | 62 h 13 min 33 s              |                               |
| 2.º                           | Aleksandr Vlásov              | Astana-Premier Tech           | + 1 min 57 s                  |                               |
| 3.º                           | Remco Evenepoel               | Deceuninck-Quick Step         | + 3 min 52 s                  |                               |
| 4.º                           | Daniel Felipe Martínez        | Ineos Grenadiers              | + 3 min 54 s                  |                               |
| 5.º                           | Tobias Foss                   | Jumbo-Visma                   | + 5 min 37 s                  |                               |
| 6.º                           | Attila Valter                 | Groupama-FDJ                  | + 7 min 49 s                  |                               |
| 7.º                           | João Almeida                  | Deceuninck-Quick Step         | + 8 min 32 s                  |                               |
| 8.º                           | Lorenzo Fortunato             | Eolo-Kometa                   | + 28 min 33 s                 |                               |
| 9.º                           | Alessandro Covi               | UAE Team Emirates             | + 44 min 14 s                 |                               |
| 10.º                          | Einer Rubio                   | Movistar Team                 | + 46 min 52 s                 |                               |

### Clasificación por equipos"Súper team"
| Clasificación por equipos | Clasificación por equipos | Clasificación por equipos | Clasificación por equipos |
| Equipo                    | Equipo                    | Tiempo                    |                           |
| ------------------------- | ------------------------- | ------------------------- | ------------------------- |
| 1.º                       | Trek-Segafredo            | 86 h 43 min 31 s          |                           |
| 2.º                       | Ineos Grenadiers          | + 10 min 12 s             |                           |
| 3.º                       | Movistar Team             | + 14 min 53 s             |                           |
| 4.º                       | Team BikeExchange         | + 18 min 16 s             |                           |
| 5.º                       | Team DSM                  | + 19 min 33 s             |                           |
| 6.º                       | EF Education-Nippo        | + 27 min 47 s             |                           |
| 7.º                       | Jumbo-Visma               | + 29 min 44 s             |                           |
| 8.º                       | Deceuninck-Quick Step     | + 37 min 08 s             |                           |
| 9.º                       | Bahrain Victorious        | + 42 min 27 s             |                           |
| 10.º                      | Groupama-FDJ              | + 51 min 03 s             |                           |

## Abandonos
- Giacomo Nizzolo no tomó la salida.[1]
- Jos van Emden tras una caída al inicio de la etapa.[1]
- Emanuel Buchmann tras una caída al inicio de la etapa.[1]
- Natnael Berhane tras una caída al inicio de la etapa.[1]
- Ruben Guerreiro tras una caída al inicio de la etapa.[1]